# Lars Hertervig

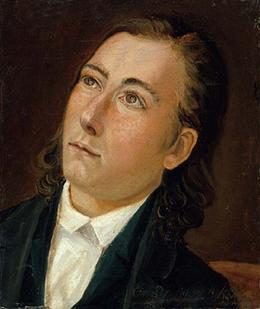
Lars Hertevig porträtterad av Niels Bjørnsen Møller 1851.

Lars Hertervig, född 10 mars 1830 på Borgøy i Tysvær kommun, död 6 januari 1902 i Stavanger, var en norsk målare, tecknare och grafiker.

## Biografi
Hertervig kom 1852 till akademien i Düsseldorf, där Hans Gude var hans lärare. Efter två år kom han hem, men den schizofreni, som slutligen skulle förmörka honom helt, gjorde sig alltmer gällande. Varken en kryssning till Medelhavet eller en vistelse på Gaustad sindsygeasyl kunde bota honom. Hertervig hämtade sina motiv från Stavangertraktens natur med dess fjordpartier, omgivna av stenklippor och tallar. Hans former är särskilt i hans arbeten från 1860-talet helt präglade av sjukdomen. Träden får förvildade, fantastiska former, klipporna och molnen en ofta blockliknande form. Hertervigs konst är präglad av stereotypi, men har en stark verkan med sitt naiva allvar, sitt rika natursinne och den förunderliga koloriten; särskilt hans starkt blå himmel med vita moln är egenartad. Hertervig intog en särställning i det dåtida norska måleriet. 
Hertervig är välrepresenterad på Nasjonalgalleriet i Oslo, Stavanger Kunstforening och vid Stavanger kunstmuseum, KODE kunstmuseer, Lillehammer museum, Haugalandmuseet samt Kulturhistoriske samlinger (MUST)

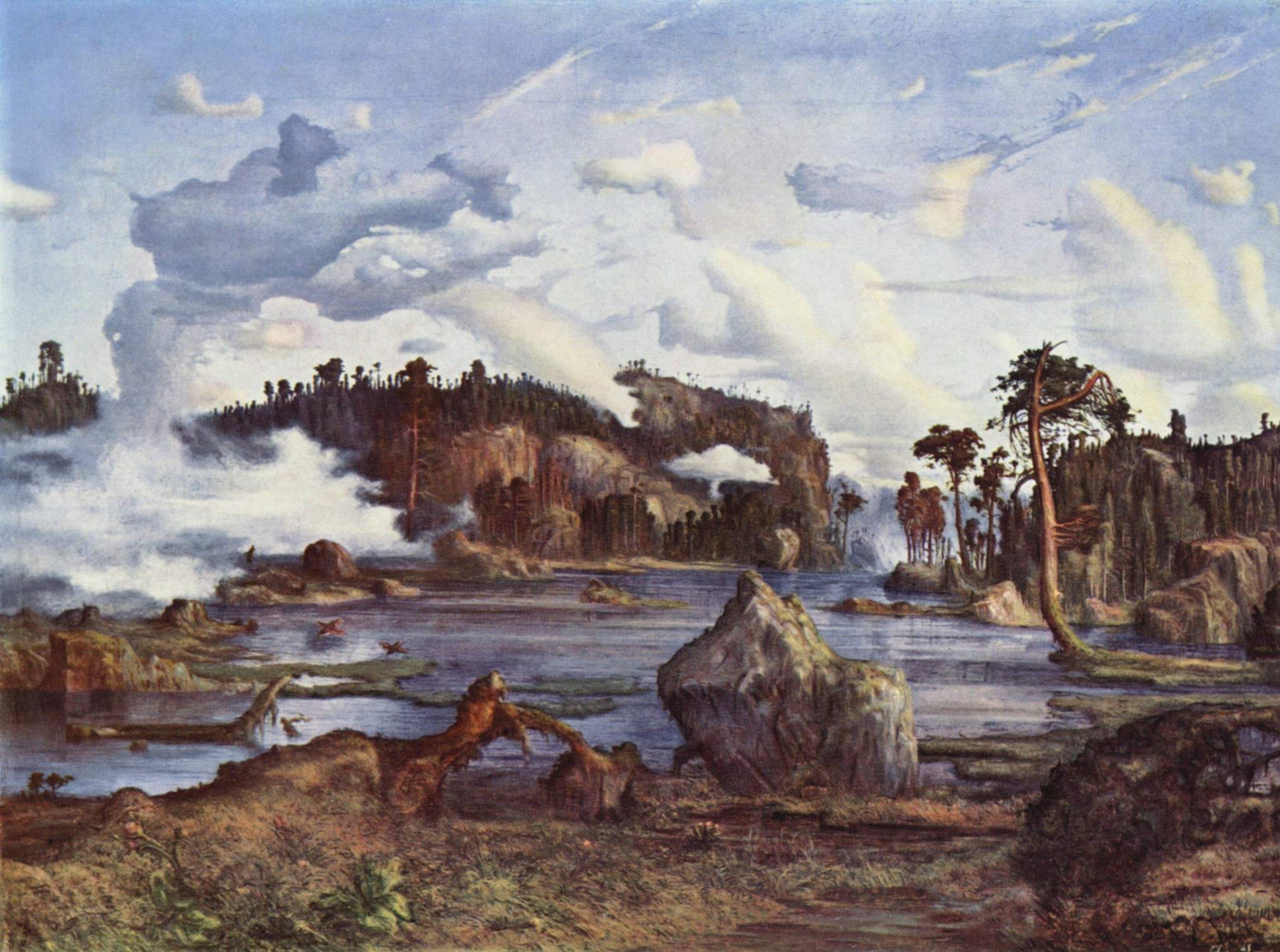
Skogsjø, 1865